# De Angeli
De Angeli is een metrostation in de Italiaanse stad Milaan dat werd geopend op 2 april 1966 en wordt bediend door lijn 1 van de metro van Milaan.

## Geschiedenis

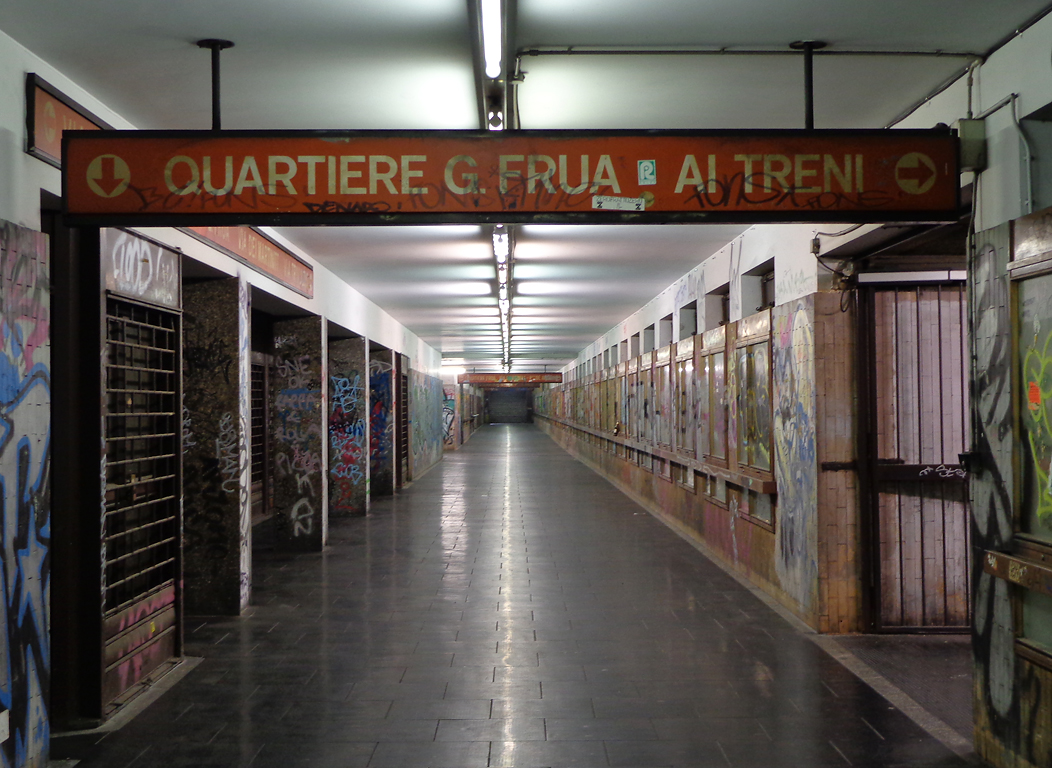
De tunnel met de gesloten winkels in 2012

In het metroplan van 1952 had lijn 1 twee takken ten westen van het centrum. De noordelijke tak werd gebouwd tussen 1957 en 1964, terwijl de zuidelijke tak, waaronder De Angeli, op 2 april 1966 open ging voor het publiek. De naam van het station en het bovengelegen plein is te danken aan de textielfabriek van Ernesto de Angeli en Giuseppe Frua die aan de zuidkant van het plein stond. De krimp van de onderneming begon in de jaren 50 van de twintigste eeuw en het fabrieksterrein in Milaan werd herontwikkeld tot woonwijk, het Quartiere G. Frua. Het metrostation werd ontworpen om de nieuwe woonwijk te bedienen en om het de bewoners makkelijk te maken werd een lange tunnel met winkels tussen de verdeelhal en de woonwijk in het ontwerp opgenomen. In de loop der tijd zijn de ondergrondse winkels gesloten en het metrobedrijf vindt dat de tunnel een taak van de vastgoedbeheerders is. De tunnel raakte in verval en om de reizigers de gang door de onveilige onaangename tunnel te besparen opende het metrobedrijf in 2012 twee toegangen aan de noordkant van het plein die rechtstreeks op de verdeelhal uitkomen. 